# ウィリアム・バウチャー (初代ウー伯)

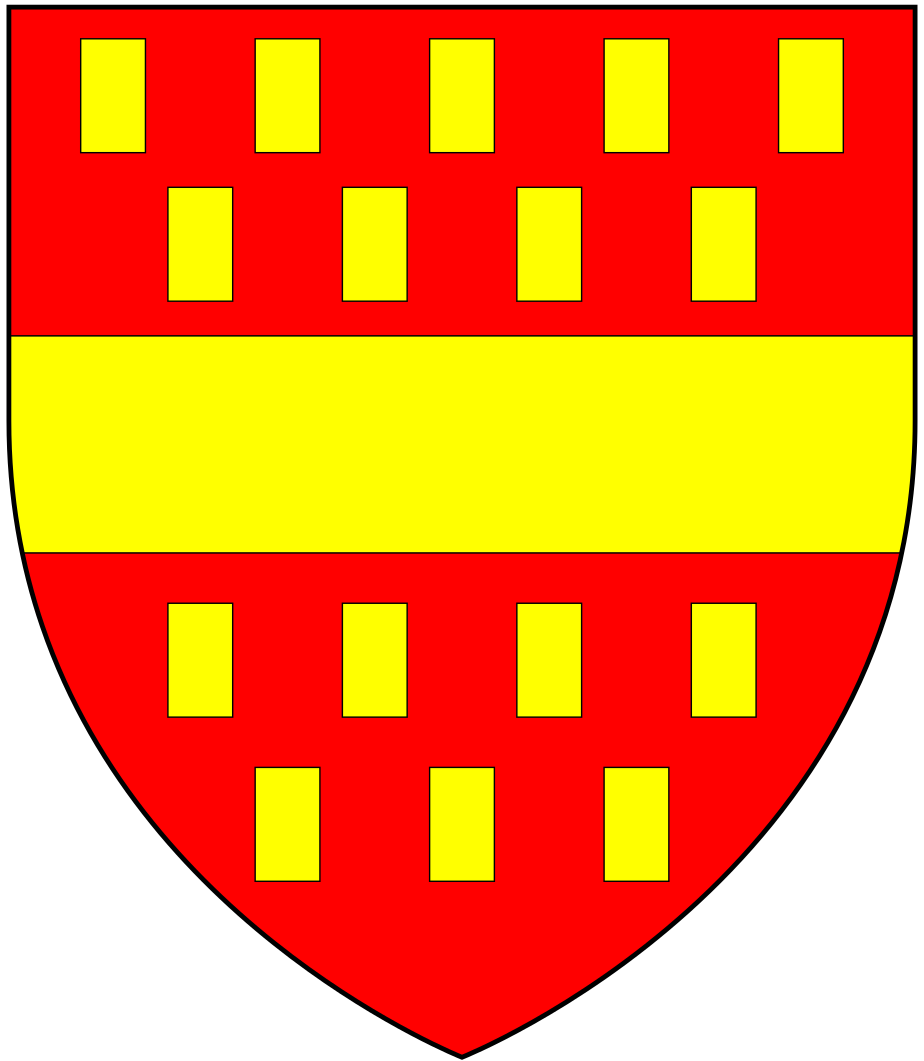
ルーヴァン家の紋章

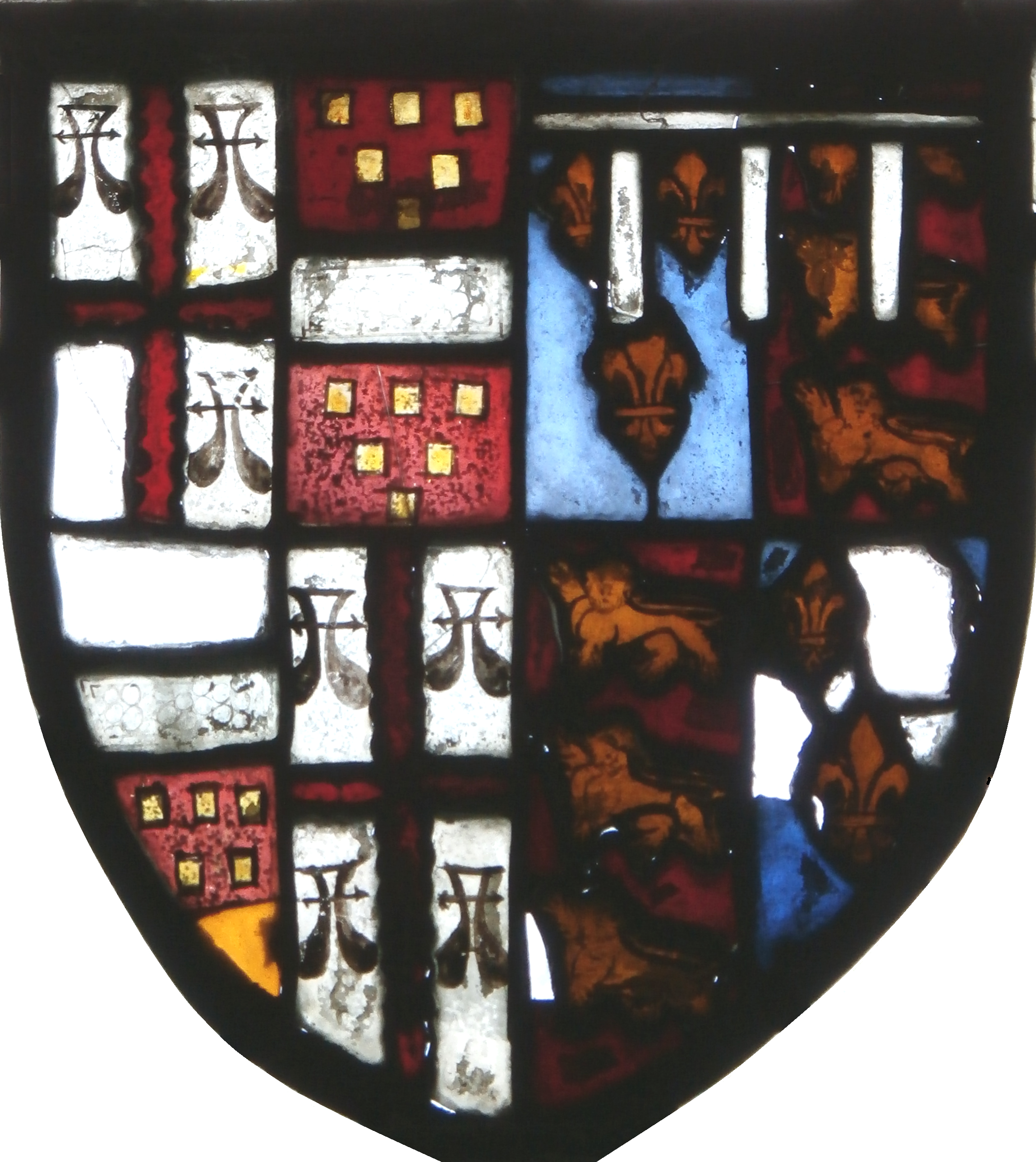
初代ウー伯ウィリアム・バウチャー（1374年 - 1420年）の紋章（バウチャー家とリトル・イーストンの男爵ルーヴァン家の紋章）に、義父でエドワード3世の末子、初代グロスター公トマス・オブ・ウッドストック（1355年 - 1397年）の紋章（イングランド王室紋章、ケイデンシーである銀色の3ポイントのレイブル）が組み合わされている。デヴォンのタウストック教会の西窓のステンドグラス。ウィリアムの息子で第9代フィッツワリン男爵ウィリアム・バーチャー（1407年 - 1470年）は、タウストックの荘園の相続人と結婚し、タウストックの荘園と関係のある最初の人物となった。

初代ウー伯ウィリアム・バウチャー（William Bourchier, 1375年3月2日 - 1420年5月28日）は、ヘンリー5世によって創設されたウー伯に叙されたイングランドの騎士。

## 出自
ウィリアムは1375年3月2日、サー・ウィリアム・バウチャー（1375年没、エセックスのハルステッドの大法官、初代バウチャー男爵ロバート・バウチャー（1349年没）の次男）と妻エレノア・ド・ルーヴァン（1345年3月27日 - 1397年10月5日）の息子として生まれた。エレノアはエセックスのリトル・イーストンの世襲男爵サー・ジョン・ド・ルーヴァン（ロヴェイン）（1347年没）の娘で相続人であった。ルーヴァンの紋章は、赤地に金のビレットとフェスであるが、しばしば様々な数のビレットや、時には銀のフェスで描かれ、例えばサフォークのヘングレーブ・ホールのステンドグラスでは赤地に14本の金のビレットの間に銀のフェスで示されている。
エレノアはリトル・イーストンの世襲男爵ゴドフリー・ド・ルーヴァン（1226年没）の子孫であった。ゴドフリーはルーヴェン伯ゴドフロワ3世（1142年 - 1190年）の2度目の結婚で生まれた息子であり、ブラバント公アンリ1世（1165年 - 1235年）の異母弟である。ウィリアムが母方のルーヴァン家領から相続した土地には、サフォークのビルデストン、ホプトン、シェランド、ドリンクストーンの「ロヴェイン」、そして（エセックスの）リトル・イーストン、ブロクステッド、エイソープ・ローディングの荘園が含まれていた。

## 経歴
ウィリアムは1415年のアジャンクールの戦いで戦った。1417年、ヘンリー5世のフランスへの2度目の遠征の際には従者として従い、ノルマンディーの占領で重要な役割を果たした。1419年、ディエップの指揮官に任命され、町とウー伯の服従を受け入れる権限を与えられた。フランスのウー伯は征服者であるイングランド王に敬意を払うことを拒んだため、アジャンクールの戦い以降イングランドで捕虜となっていた。
1419年6月、ヘンリー5世は捕らえたフランスの6つの伯領を有力なイングランド支持者に与えたが、ウー伯位はウィリアム・バウチャーに与えられ初代ウー伯となった。
1420年5月28日にフランスのトロワで亡くなり、グロスターのスランソニ・セクンダ修道院に埋葬された
。

## 結婚と子女
ウィリアムは、エドワード3世の末子である初代グロスター公トマス・オブ・ウッドストック（1355年 - 1397年）と、エセックス伯、ノーサンプトン伯および第7代ヘレフォード伯ハンフリー・ド・ブーンの長女で共同相続人のエレノア・ド・ブーンとの間に生まれた娘で、スタッフォード伯爵夫人であったアン・オブ・グロスターと結婚した。バウチャー家のバース伯位の相続人であるレイ準男爵家は、レイの紋章にバウチャー家とブーン家の紋章、イングランド王室の紋章を4つずつ配した。ウィリアムとアンの間には以下の子女が生まれた。
- ヘンリー（1404年 - 1483年） - 初代エセックス伯
- ウィリアム（1415年 - 1474年） - 妻の権利により第9代フィッツワリン男爵となる。バース伯家祖。
- ジョン（1416年頃 - 1474年） - 初代バーナーズ男爵
- トマス（1418年頃 - 1486年） - カンタベリー大司教、枢機卿
- エレノア（1417年頃 - 1474年11月） - 第3代ノーフォーク公ジョン・モウブレーと結婚